# Rødby
Rødby è un centro abitato della Danimarca situato nella regione della Selandia. Fa parte del comune di Lolland.
La località è sede del porto omonimo che collega via mare la Danimarca con Puttgarden, in Germania settentrionale.

## Storia
Rødby fu fondata intorno al 1200 nella parte terminale di quello che un tempo era la baia omonima insabbiatasi intorno alla metà del XIX secolo.
Nel 1682 vennero accordati i privilegi di mercato, in precedenza aveva ottenuto quelli di commercio con la Germania. Durante la tempesta del Baltico del 1872 venne inondata.
Nel 1912 venne fondato il porto di Rødbyhavn che divenne in seguito un centro abitato a parte. 

## Geografia fisica
Il centro si trova a sud-ovest dell'isola di Selandia, sulla punta meridionale che affaccia con la Germania e la collega navalmente con Puttgarden, frazione di Fehmarn.

## Infrastrutture e trasporti
Il porto della località (Rødbyhavn) permette il collegamento dell'isola Lolland al porto tedesco di Puttgarden oltre lo stretto. Tale stretto è attualmente navigabile in 45 minuti via traghetto.

## Amministrazione

### Gemellaggi
- Fehmarn - Germania